# Enderleinellidae
Die Enderleinellidae sind eine Familie der Echten Tierläuse, die als Parasiten ausschließlich bei Hörnchen vorkommen. Sie kommt weltweit, mit Ausnahme von Australien, Madagaskar, dem südlichen Südamerika und den Polarregionen vor. Die Familie wurde vom US-amerikanischen Entomologen Henry Ellsworth Ewing zur Würdigung des deutschen Zoologen Günther Enderlein benannt.

## Merkmale
Es handelt sich um sehr kleine Tierläuse, die unter einem Millimeter lang sind. Augen und Augenkegel fehlen. Die Antennen haben vier oder fünf Glieder, eine Okzipitalapophyse ist nicht ausgebildet, die Hauptborste auf dem Hinterkopf ist kurz. Die Einstülpung der Notal-Apophyse ist undeutlich oder fehlt. Die mesothorakale Dorsalleiste ist medial zusammengewachsen, die metathorakale Dorsalleiste von ihr getrennt, eine dorsale metathorakale Borste ist nicht vorhanden. Die Sternalplatte des Brustabschnitts ist gut entwickelt. Die beiden vorderen Beinpaare sind etwa gleich groß, das hintere ist kräftiger. Das Abdomen ist mäßig mit Borsten bedeckt. Pleurite sind plattenförmig mit abstehender Spitze oder fehlen. Am Abdomen sind sechs Stigmen ausgebildet. Die Parameren (bewegliche Anhänge am männlichen Begattungsorgan) sind gut entwickelt, ebenso die Gonopoden des neunten Segments.

## Gattungen
Die Enderleinellidae werden in sechs Gattungen untergliedert:
- Atopophthirus
- Enderleinellus
- Hylophthirus
- Microphthirus
- Phthirunculus und
- Werneckia

## Bestimmungsschlüssel
Folgender Bestimmungsschlüssel kann für die Gattungen innerhalb der Familie angewendet werden:
- Fühler mit vier Segmenten, Abdomen ohne Paratergalplatten: Phthirunculus
- Fühler mit fünf Segmenten, Abdomen mit Paratergalplatten:
  - Kopfunterseite und erstes Fühlersegment mit sklerotisierter Platte und drei bis fünf großen Vorsprüngen: Microphthirus
  - Kopfunterseite und erstes Fühlersegment ohne sklerotisierte Platte und Vorsprüngen:
    - Thorakale Sternalplatte fehlend: Atopophthirus
    - Thorakale Sternalplatte deutlich:
      - Abdominalsegment 2 beidseits mit zwei bauchseitigen Skleriten: Enderleinellus
      - Abdominalsegment 2 ohne Skleriten:
        - Abdomen ohne Sternal- und Tergalplatten: Werneckia
        - Abdomen mit deutlichen Sternal- und Tergalplatten: Hylophthirus